# Chloroclystis aequabilis
Chloroclystis aequabilis là một loài bướm đêm trong họ Geometridae.